# Liste des communes de la wilaya d'In Salah
Pour les autres communes, voir Liste des communes d'Algérie.
Liste des communes de la wilaya algérienne d'In Salah créée en 2019 par ordre alphabétique :
1. In Salah
2. Foggaret Ezzaouia
3. In Ghar